# Joseph Fröhlich

Joseph Fröhlich, porträtiert von Bernardo Bellotto, genannt Canaletto (1747)

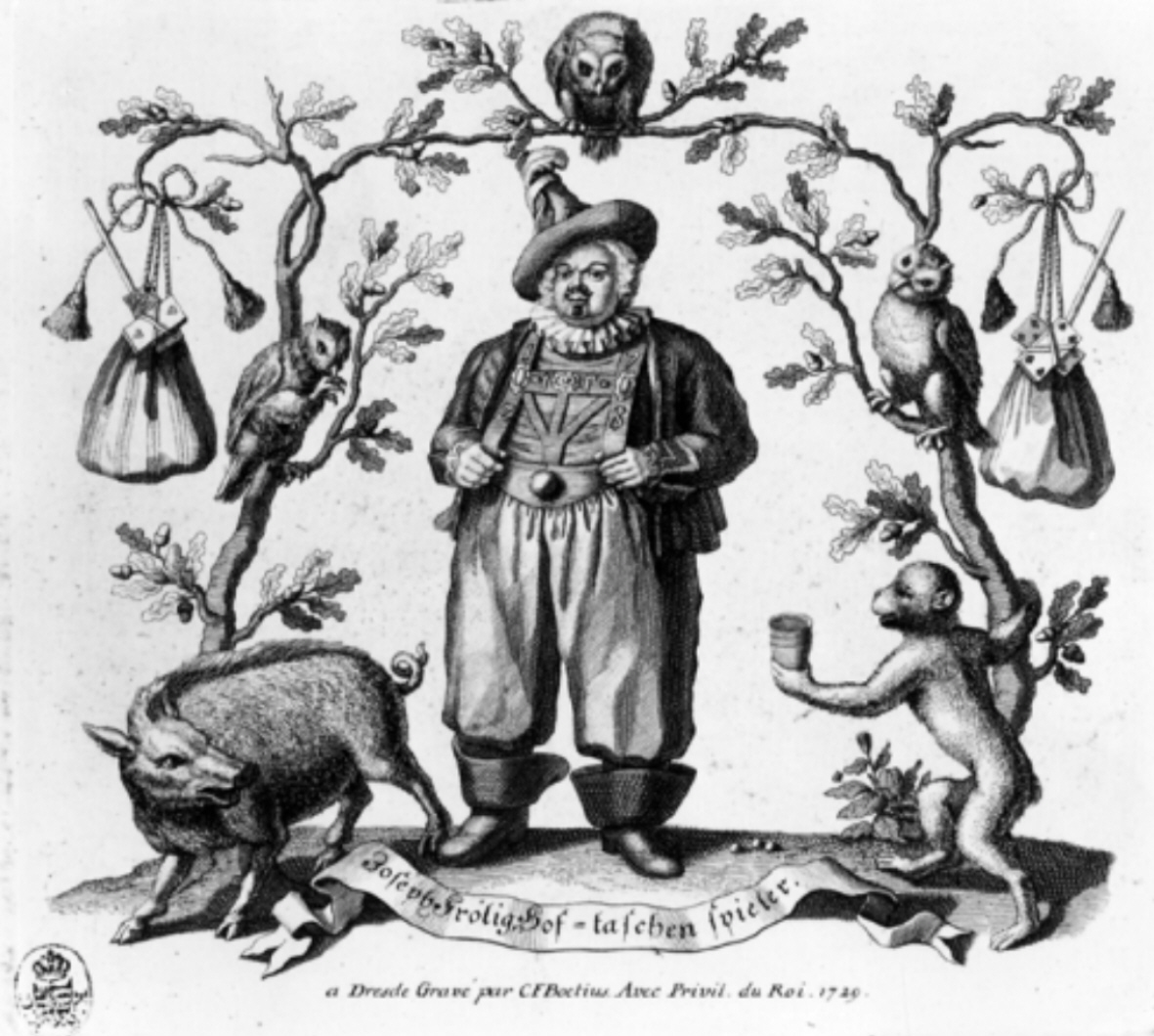
Joseph Fröhlich (1729)

Joseph Fröhlich (* 18. Februar 1694 in Altaussee, Herzogtum Steiermark; † 24. Juni 1757 in Marienmont bei Warschau, Königreich Polen) war der Hofnarr Augusts des Starken.

## Leben
Fröhlich wurde als Sohn eines fahrenden Händlers und der Enkelin eines Mühlenbesitzers in Altaussee (Scheichlmühle) in der Steiermark (Österreich) geboren. Vor der Geburt Josephs war sein Vater gestorben, und so wuchs das Kind in der Mühle des Großvaters auf und erlernte zunächst das Müllerhandwerk. Auf der Walz lernte er erste Taschenspielertricks kennen.
1719 heiratete er Ursula Lainbach, die ihm zwei Söhne und eine Tochter gebar.
Fröhlich erhielt zunächst eine Anstellung in Bayreuth als Hoftaschenspieler bei Markgraf Georg Wilhelm. 1725 kam er zum ersten Mal an den sächsischen Hof in Dresden.
Etwa ab 1726 wurde ihm zum Zwecke der Unterhaltung der gelangweilten Hofgesellschaft als (zweiter) Hoftaschenspieler der „Baron“ Gottfried Schmiedel zugeordnet. Beide bildeten 30 Jahre lang bis zum Tod des „Baron“ im Juli 1756 ein historisch berühmtes drolliges Paar.
Nach dem Tod seiner ersten Frau heiratete Fröhlich im Jahre 1727 die Bäckerstochter Eva Christiane Zöbler und siedelte mit ihr endgültig nach Dresden über, wo er den offiziellen Titel Königlich-Kurfürstlicher Hoftaschenspieler erhielt. Mit Zauberkunststücken, derben Scherzen und Spottgedichten unterhielt er seine Zeitgenossen. Da August der Starke gleichzeitig auch König von Polen war, war Fröhlich ebenfalls oft zwischen Sachsen und Polen unterwegs.
Mit seiner zweiten Frau hatte Fröhlich zwei weitere Söhne (von seinen insgesamt fünf Kindern starben zwei allerdings schon nach kurzer Zeit).
Am 1. Februar 1733 starb August der Starke. Sein Nachfolger Friedrich August II. galt zwar als nicht so lebensfroh wie sein Vater, doch behielt Fröhlich seinen Posten und bezog weiterhin sein Gehalt.
1754 erhielt Fröhlich eine königliche Hofmühle in Marienmont bei Warschau auf Lebzeit. Er blieb jedoch in Dresden und ließ sich im Jahre 1755 auf der Ostseite des nördlichen Brückenkopfs der Augustusbrücke ein Wohnhaus errichten, das im Volksmund Narrenhäusel genannt wurde. Es wurde 1938 in eine Gaststätte umgebaut, 1945 bei den Luftangriffen auf Dresden schwer beschädigt und später abgerissen. Für das Jahr 2025 ist ein – weitgehend originalgetreuer – Wiederaufbau des Narrenhäusels geplant. Im Gebäude soll dann ein Restaurant mit Biergarten untergebracht sein, in den oberen Etagen sind Ferienwohnungen vorgesehen.
Am 29. August 1756 marschierten 70.000 preußische Soldaten im Kurfürstentum Sachsen ein und besetzten am 10. September Dresden – der Siebenjährige Krieg hatte begonnen. Fröhlich floh mit seiner Familie nach Marienmont nahe Warschau, wo er am 24. Juni 1757 starb.

## Joseph Fröhlich als Motiv in der bildenden Kunst

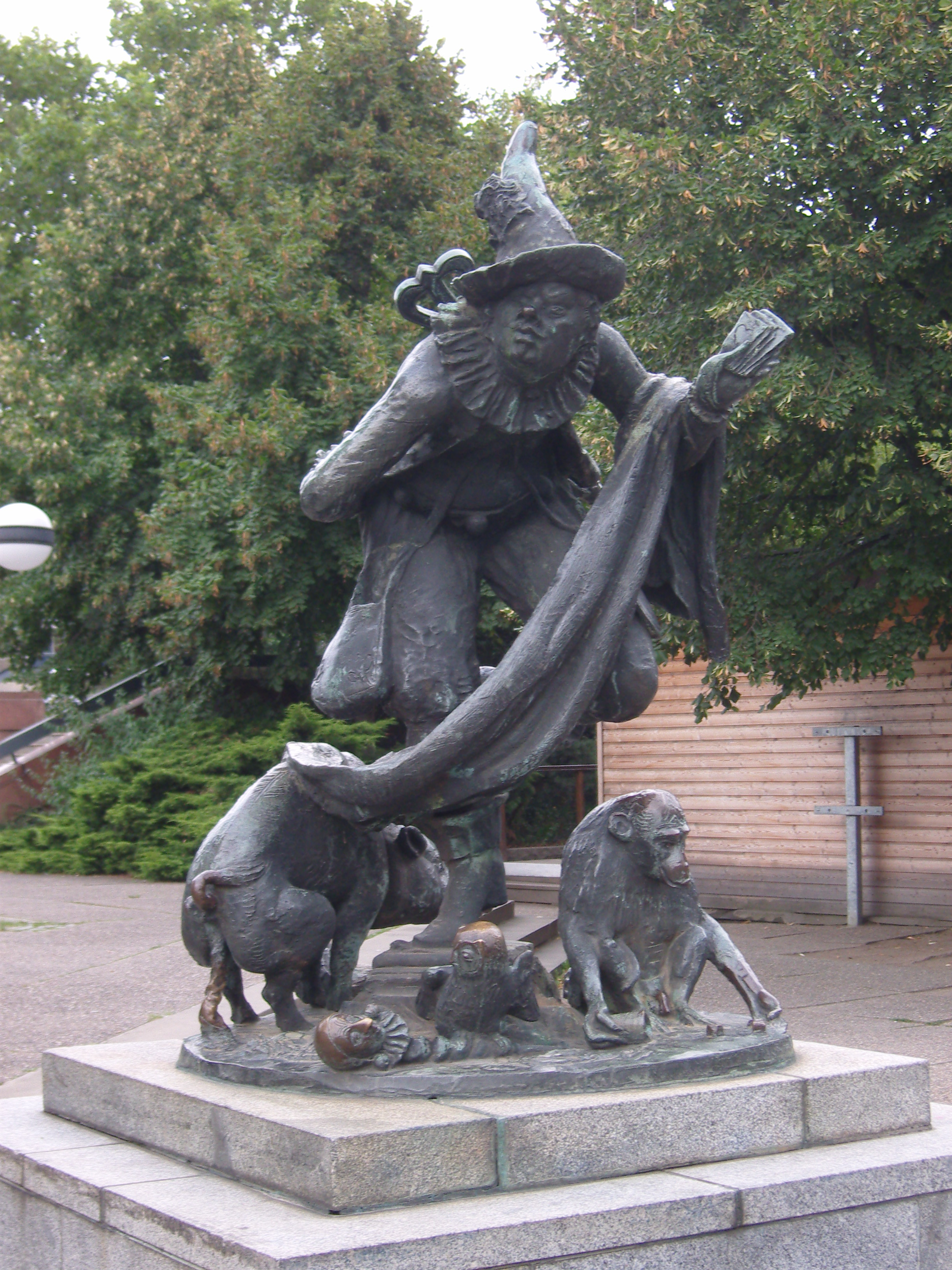
Bronzeplastik von Heinrich Apel, 1978

Joseph Fröhlich wurde von den zeitgenössischen Künstlern ausgesprochen häufig dargestellt – fast noch häufiger als August der Starke selbst. Unter anderem wurde Fröhlich, gekleidet in seine heimatliche steirische Tracht, 1747 von Bernardo Bellotto genannt Canaletto, porträtiert. Einige dieser Werke sind in den Staatlichen Kunstsammlungen Dresden ausgestellt.
Im Grünen Gewölbe befindet sich eine mit Gold, Silber und Edelsteinen verzierte Elfenbein-Figur auf einem Holzsockel (H×B×T 23,3 × 16,8 × 23,8 cm). Sie wurde von Carl August Lücke d. J. geschaffen und zeigt Fröhlich auf einem zweirädrigen Karren sitzend, der von zwei Schweinen gezogen wird. Der Clou: Öffnet man ein Türchen an der Rückseite des Wagens, so wird sichtbar, dass es sich um einen fahrbaren Nachtstuhl handelt und Fröhlich mit heruntergelassener Hose darauf sitzt.
Aus der Zeit um 1730 stammt eine Büste Fröhlichs aus Meißener Porzellan von Gottlieb Kirchner, die in der Porzellansammlung ausgestellt ist. Zwei Werke von J. J. Kändler bilden ihn zusammen mit „Baron“ Gottfried Schmiedel ab. 
Am ehemaligen Standort des „Narrenhäusels“ wurde im Jahre 1978 eine von Heinrich Apel geschaffene Bronzeplastik aufgestellt.
Hans Joachim Schädlich verarbeitete das Leben Fröhlichs in seinem 2015 erschienenen Werk Narrenleben.
Im Juli 2019 wurde in Altaussee vor dem Amtshaus im Park ein von Johann Feilacher gestaltetes Denkmal enthüllt. Das Denkmal ist ein Bronzeguss, ein roter Narrenhut schwebt über einem Betonsockel, der die Inschrift SEMPER FRÖHLICH, NUMQUAM TRAURIG trägt.

## Trivia

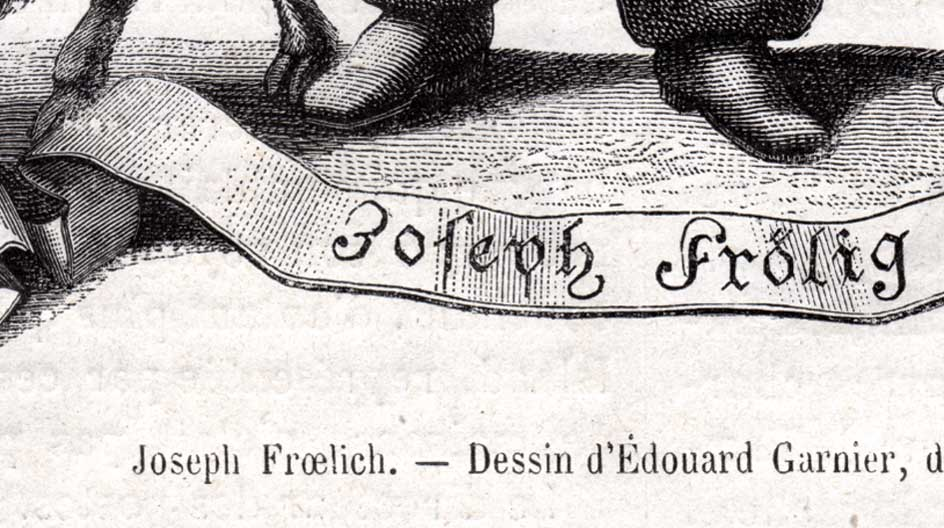
Beispiel zur Schreibweise des Namens

Die Schreibweise auf alten Stichen weicht von der heutigen ab: Froelich, Frölig.